# Club Deportivo y de Desarrollo Provincial Osorno
Provincial Osorno är en idrottsförening som är mest känd för sitt fotbollslag. Klubben bildades den 5 juni 1983. Lagets leds för tillfället av Osvaldo "Arica" Hurtado.
Mellan 1993 och 1998, under en period av 6 år, spelade man i Primera División (dock utan några större framgångar). Man har aldrig hamnat högre än en 6:e plats i toppligan.